# Elenoire Casalegno
Elenoire Casalegno (Savona, 28 maggio 1976) è una conduttrice televisiva italiana.

## Biografia
Si trasferisce da adolescente a Ravenna e sogna di fare il magistrato, ma nel 1994 partecipa al concorso per aspiranti modelle The Look of The Year, grazie alla sua bellezza e alla sua altezza di 183 cm, e ottiene un ingaggio dalla Elite Model Management. Nel 1994-1995 debutta in tv con la conduzione del programma musicale di Italia 1 Jammin, che presenterà fino al 1997, mentre nell'estate 1996 presenta il Festivalbar. In questo periodo collabora con Vittorio Sgarbi, col quale ha una relazione, al programma "lezioni private" che sostituisce Sgarbi quotidiani durante i mesi estivi. Dal 1997 al 1999 affianca Raimondo Vianello nella conduzione della trasmissione sportiva Pressing sempre su Italia 1. Nel 1997 conduce una puntata di  Mai dire gol, il programma in prima serata su Italia 1 con Claudio Lippi; e nell'autunno dello stesso anno è con Massimo Lopez e Lello Arena a Scherzi a parte. Nel 1998 fa un cameo nel film Paparazzi, dove interpreta sé stessa. Nel medesimo anno conduce con Gerry Scotti, Stelle a quattro zampe, in prima serata su Canale 5.

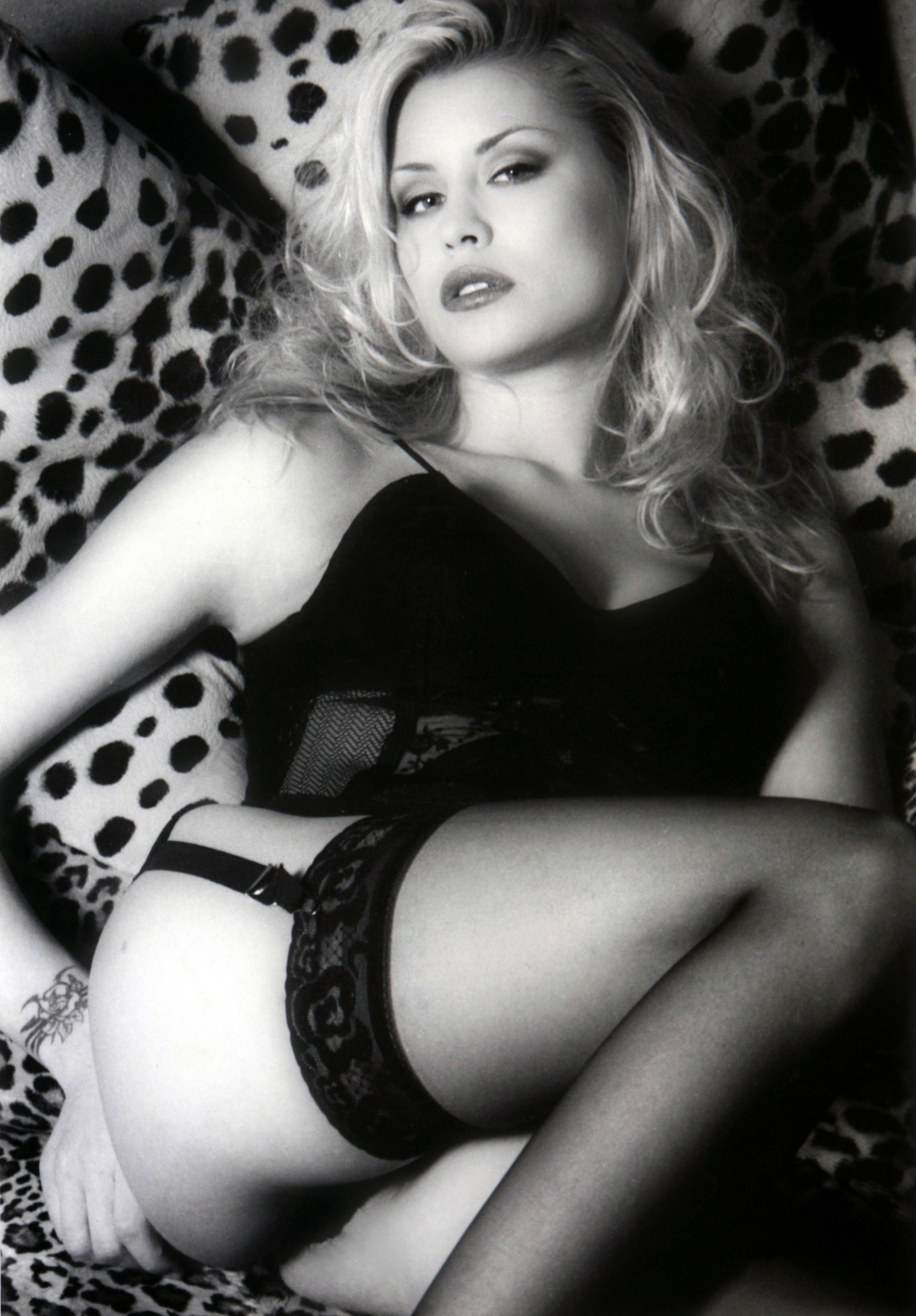
Casalegno in uno scatto del 1997 di Alberto Magliozzi

Nel 1998 è nel cast della serie TV di Mediaset, S.P.Q.R., tratta dall'omonimo film. Lo stesso anno torna ad occuparsi dei programmi musicali di Italia 1 con Tribe e Super che condurrà fino al 2001. Inoltre, sempre nel 1999, conduce con Pippo Baudo Artisti di strada su Rete 4. Nel frattempo conduce anche una trasmissione radiofonica su Radio 101. È inoltre la protagonista del calendario Maxim, con foto di Marino Parisotto nel 2001. L'anno successivo conduce, in prima serata su rete 4, Miss Universo con Paolo Calissano. Nel 2002 passa in Rai dove conduce con Fabrizio Maffei Mondiale sera in occasione dei Mondiali di calcio 2002. Successivamente presenta il Festival di Castrocaro con Claudio Cecchetto e, nell'estate 2004, su Rai 2, il programma di servizio pubblico Robin Hood, che vede come autore l'allora suo compagno, il cantante Omar Pedrini.
Nelle stagioni 2003-2004 e 2004-2005 è in tournée a teatro con la commedia Uomini sull'orlo di una crisi di nervi. Nell'estate 2007 conduce Buon compleanno estate, assieme a Corrado Tedeschi, programma di musica dedicato a Mina. È stata scelta quale madrina della 38ª Stramilano, classica gara podistica che si è tenuta il 5 aprile 2009. Nel corso degli anni, in qualità di volto televisivo e di conduttrice, è ospite in diverse edizioni del Maurizio Costanzo Show e di Buona domenica. Al di fuori del mondo dello spettacolo, Elenoire è un'imprenditrice, è proprietaria assieme ai genitori di un hotel nel centro storico di Ravenna.
Nel 2009 Emilio Fede annuncia di averla scelta come conduttrice di Sipario del TG4, programma di approfondimento del TG4, in sostituzione di Daniela Martani, alternandosi con Raffaella Zardo. A settembre 2009 avrebbe dovuto partecipare alla prima edizione del reality show La tribù - Missione India, la cui messa in onda, per motivi tecnico-produttivi, è stata annullata. Nel 2010 la Casalegno è presidente di giuria assieme a Paolo Limiti di Sanremolab. Da dicembre 2010 conduce su Italia 1 Saturday Night Live from Milano. Il 24 aprile 2011 conduce su Canale 5 il Golden Ice. Dal 15 gennaio 2014 fa parte degli inviati nel programma Mistero su Italia 1.
Nel 2014 sposa il direttore di Rete 4 Sebastiano Lombardi, da cui annuncia la separazione il 22 aprile 2017 con un post su Instagram. Nello stesso anno è madrina dell'evento Rally di Roma Capitale, organizzato dal campione del mondo rally Max Rendina, e partecipa come opinionista fissa a Segreti e delitti, in onda su Canale 5, programma a cui prende parte anche nell'estate del 2015. Il 16 novembre 2015 conduce assieme a Pierluigi Pardo uno speciale sui Red Bull BC One 2015, trasmesso in seconda serata su Italia 1. Dal 14 dicembre è di nuovo in onda come inviata di Mistero, rinominato Mistero Adventure.
Il 30 dicembre conduce assieme a Guido Bagatta Capodanno on Ice, in onda su Italia 1. Il 4 gennaio 2016 partecipa per beneficenza come concorrente al quiz-show di Canale 5 Caduta libera, risultando vincitrice della puntata. Per la stessa rete, dal 7 febbraio 2016 conduce con Gualtiero Marchesi il programma culinario Il pranzo della domenica. È conduttrice radiofonica di Radio Zeta L'Italiana. Dal 19 settembre al 31 ottobre 2016 partecipa come concorrente alla prima edizione italiana del reality Grande Fratello VIP, venendo eliminata con il 57% dei voti nel corso della semifinale in un televoto contro Stefano Bettarini.
Dal settembre 2019 al 2020 conduce  Vite da copertina - Tutta la verità su... su TV8. Dal marzo 2022 conduce Battiti Live presenta: MSC Crociere - Il viaggio della musica, trasmissione spin-off di Battiti Live, che conduce con Nicolò De Devitiis su Italia 1. Nello stesso anno conduce Love Mi, l'evento musicale di beneficenza organizzato da Fedez in Piazza Duomo a Milano. Attualmente Elenoire Casalegno è impegnata, in qualità di opinionista, a La vita in diretta, lo storico programma pomeridiano di Rai 1 condotto da Alberto Matano.
Nel 2024 ha accettato di ricoprire il ruolo di inviata nella diciottesima edizione del reality L'isola dei famosi condotta da Vladimir Luxuria.

## Vita privata
Ha una figlia nata dalla relazione con DJ Ringo. Nel 2014 si è sposata con Sebastiano Lombardi e ha divorziato dopo tre anni.

## Filmografia
- Paparazzi, regia di Neri Parenti (1998) - cameo
- S.P.Q.R. – serie TV (1998)
- Raccontami una storia, regia di Francesca Elia (2006)

## Teatro
- Uomini sull'orlo di una crisi di nervi, di Alessandro Capone e Rosario Galli, regia di Alessandro Capone (2003-2005)

## Programmi televisivi
- The look of the year (Italia 1, 1994 - vincitrice, 2014 - conduttrice)
- Jammin (Italia 1, 1994-1997)
- Le stelle della musica (Italia 1, 1996)
- Mai dire Gol (Italia 1, 17 marzo 1997)
- Festivalbar (Italia 1, 1997)
- Pressing (Italia 1, 1997-1999)
- Scherzi a parte (Italia 1, 1997)
- Stelle a quattro zampe (Canale 5, 1998)
- Festival degli artisti di strada (Rete 4, 1999)
- Tribe Generation (Italia 1, 1999)
- Premio italiano della musica (Italia 1, 2000)
- Super (Italia 1, 2000-2001)
- Mondiale sera (Rai 1, 2002)
- Festival di Castrocaro (Rai 1, 2002, 2024)
- Miss Universo (Rete 4, 2002)
- Eva contro Eva (Rai 2, 2003)
- Festival del Garda (Rai 2, 2004)
- Robin Hood (Rai 2, 2005-2006)
- Starflash (Rai 2, 2004)
- La Notte delle Sirene (Rai 2, 2005)
- Festivalshow (Antenna Tre Nordest, 2005)
- Buon compleanno estate (Rai 2, 2005)
- Sipario del TG4 (Rete 4, 2009)
- Buona la prima! (Italia 1, 2009) - guest star, puntata 3x15
- BravoGrazie (Rai 2, 2009)
- Saturday Night Live from Milano (Italia 1, 2010-2011)
- Golden Ice (Canale 5, 2011)
- Miss Reginetta d'Italia (Channel 24, 2012)
- Mistero (Italia 1, 2014-2016)
- Segreti e delitti (Canale 5, 2014-2015) - opinionista
- Red Bull BC One 2015 (Italia 1, 2015)
- Capodanno on Ice (Italia 1, 2015-2016)
- Il pranzo della domenica (Canale 5, 2016-2017)
- Grande Fratello VIP (Canale 5, 2016) - concorrente
- Gran Galà del Ghiaccio (Italia 1, 2018)
- Vite da copertina (TV8, 2019-2020)
- Battiti Live presenta: MSC Crociere - Il viaggio della musica (Italia 1, 2022)
- Love Mi (Italia 1, 2022)
- La vita in diretta (Rai 1, 2023-2025) - opinionista ricorrente
- L'isola dei famosi (Canale 5, 2024) - inviata

## Video musicali
- Neve al sole di Enrico Ruggeri (1997)
- Non amarmi così di La Fame di Camilla (2010)

## Spot pubblicitari
- Balocco (anni '90)
- Expert (2005)
- Acqua & Sapone (2020)